# 瓦伯西學院
瓦伯西學院（英語：Wabash College）是一個位於美国印第安納州克勞福茲維爾的小型私立文理學院、男子學院，於1832年由達特茅斯學院的數名畢業生和美國中西部領袖成立。根據《美國新聞與世界報道》，它排在美國文理學院中的第61位， 現在是美國僅有的三所四年制男子文理學院之一，另外兩所分別是漢普登-悉尼學院和莫爾豪斯學院。

## 外部連結
- 官方网站
- Official athletics website （页面存档备份，存于）
- The Wabash Conservative Union News and Opinion Magazine